# Le Concert d'Astrée
Le Concert d'Astrée es un conjunto musical francés de música barroca.

## Trayectoria
En el año 2000, la prestigiosa clavecinista y directora Emmanuelle Haïm formó su propio conjunto de música barroca, "Le Concert d'Astrée", con el que ha dirigido y realizado giras regularmente tanto en Francia como en otros países.
La orquesta interpreta música de Rameau, Lully, Monteverdi, Purcell, Händel y Mozart, de París a Nueva York y en muchos festivales en Francia y en ciudades de otros países - Londres, Berlín, Salzburgo, Ámsterdam -. Este éxito se coronó en el 2003 con la Victoire de la Musique Classique, premio al mejor conjunto del año. En el 2004, la orquesta se trasladó s la Ópera de Lille, y ofreció la interpretación de Tamerlán, de Haendel, y, después, la del Orfeo de Monteverdi.

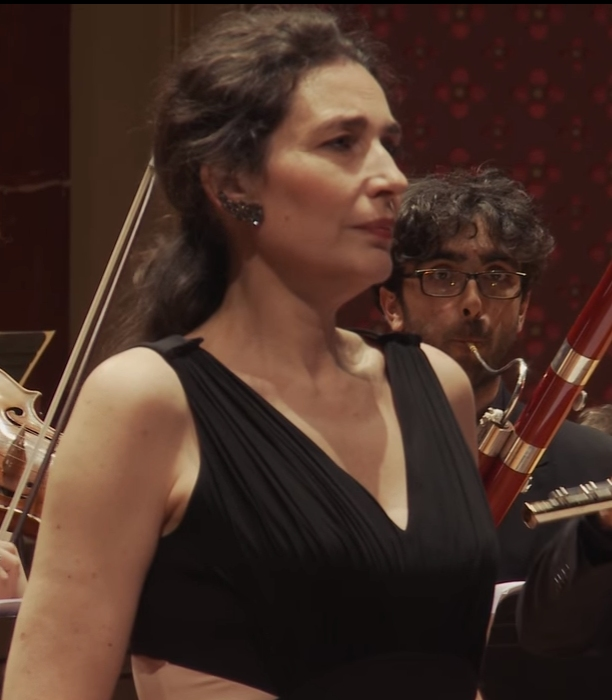
Veronique Gens

En el 2005, para continuar su proyecto con The Concert d'Astrée, E. Haïm fundó el coro del Concert d'Astrée, que se une a la orquesta en muchos proyectos. Durante las producciones de ópera, E. Haïm y Le Concert d'Astrée colaboran con grandes nombres de la puesta en escena, como Jean-François Sivadier, Jean-Louis Martinoty, Robert Wilson, Robert Carsen, David McVicar, Giorgio Barberio Corsetti y Sandrine Anglade. Algunas óperas que ha dirigido Emmanuelle Haïm son La coronación de Popea (Monteverdi), Teseo (Lully, Hipólito y Aricia (Rameau), Julio César en Egipto (Händel, Las bodas de Figaro (Mosart) y The Fairy Queen de Purcell ...
En el 2001, Le Concert d'Astrée firmó un contrato exclusivo con la etiqueta Virgin Classics. Sus grabaciones son premiadas por los críticos: Victoires de la Musique Classique (Lamenti, mejor grabación en 2009, Carestini, la historia de un castrado, mejor grabación en 2008) y la grabación de referencia de Dido y Eneas, que en 2003 recibió el famoso Echo Deutscher Musikpreis (Alemania).

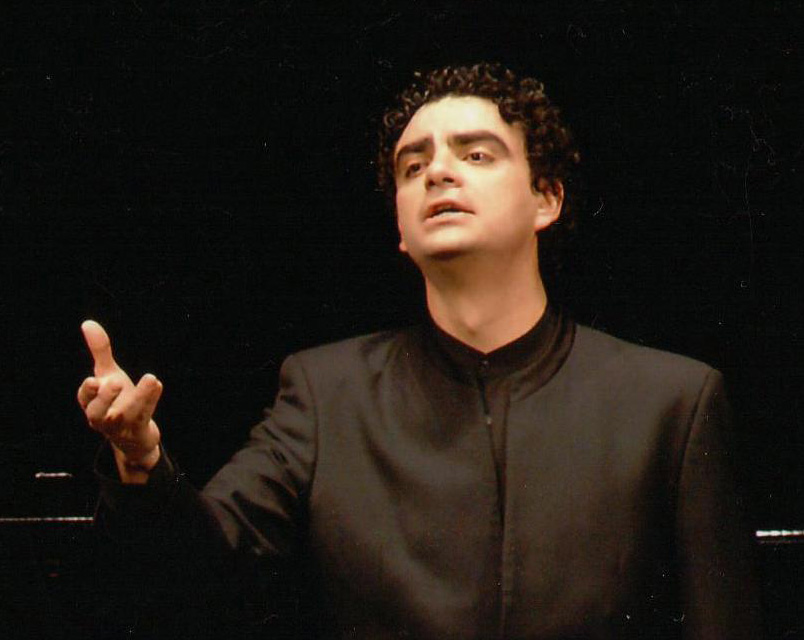
Rolando Villazón

En noviembre de 2008, durante una gira por Alemania y los países del Benelux, Le Concert d'Astrée se presentó en la Filarmónica de Berlín, donde Emmanuelle Haïm había dirigido la Orquesta Filarmónica de Berlín por primera vez en marzo de ese mismo año. 
A finales del 2009, Emmanuelle Haïm fue invitada a dirigir la Orquesta Sinfónica de la Radio de Frankfurt en El Mesías de Handel con el coro Le Concert d'Astrée. Más tarde dirigió la obra con la orquesta de Le Concert d'Astrée en una gira europea. 
La temporada 2010-2011 presentó Orlando de Haendel en Lille, el Théâtre des Champs-Elysées y en Dijon.
En el 2010, Emmanuelle Haïm dirigió a Philippe Jaroussky y Sandrine Piau en dos noches de gala excepcionales dedicadas a Haendel en el Théâtre des Champs Élysées, donde irá de nuevo en noviembre del 2010 para dirigir el Orlando de Haendel.
En el 2011, dirigió su orquesta en otra obra de Haendel, Giulio Cesare, con dirección escénica de Laurent Pelly en la Opéra Garnier, con Nathalie Dessay o Jane Archibald como Cleopatra.
En el 2012, dirigió The Concert d'Astrée en Médée de Marc-Antoine Charpentier en el Théâtre des Champs-Élysées.
Durante la temporada 2011-2012, Le Concert d'Astrée participará en una nueva producción de Agrippine de Handel (dirigida por Jean-Yves Ruf), y una nueva producción de Le Couronnement de Poppée de Monteverdi (dirigida por Jean-François Sivadier) en Lille y Dijon, y la producción de Ivan Alexandre en Toulouse en 2009 de Hippolyte et Aricie de Rameau en la Ópera de París. En noviembre / diciembre de 2011, el conjunto hace una gira con La Creación de Haydn por Dijon, Baden Baden, Innsbruck y Lille. 
Le Concert d'Astrée celebra un Concierto de gala en el Théâtre des Champs-Elysées de París el 19 de diciembre del 2011 con la participación de solistas internacionales que han colaborado con el conjunto durante los 10 años de su existencia, entre ellos Patricia Ciofi, Karine Deshayes, Natalie Dessay, Topi Lehtipuu, Sandrine Piau, Sonia Prina, Camilla Tilling, Anne Sofie Von Otter, Rolando Villazón ...
Las giras conducen a Le Concert d'Astrée a actuar en los principales escenarios junto a prestigiosos solistas, en programas dedicados a la música de los siglos XVII y XVIII: Giulio Cesare Highlights (Natalie Dessay y Christophe Dumaux, 2014), Monstres, Sorcières et Magiciens (Anne Sofie von Otter, Laurent Naouri, Patricia Petibon, Christopher Purves y Nahuel Di Pierro, 2015 y 2016), Médée trahie y Héroïnes Baroques (Magdalena Kožená, 2015, 2016) un programa compuesto por arias y sinfonías extraídas de tragedias líricas francesas, incluirá obras de Marc-Antoine Charpentier, Jean-Philippe Rameau y una selección de Médée, Hippolyte et Aricie, Les Indes galantes, Castor et Pollux y Dardanus.
A continuación presentaron Desperate Lovers con Sandrine Piau y Christophe Dumaux en 2016. Ese mismo año, Le Concert d'Astrée hizo su debut en el prestigioso Wigmore Hall de Londres y en la Tonhalle de Zúrich con la Gran Partita de Mozart.

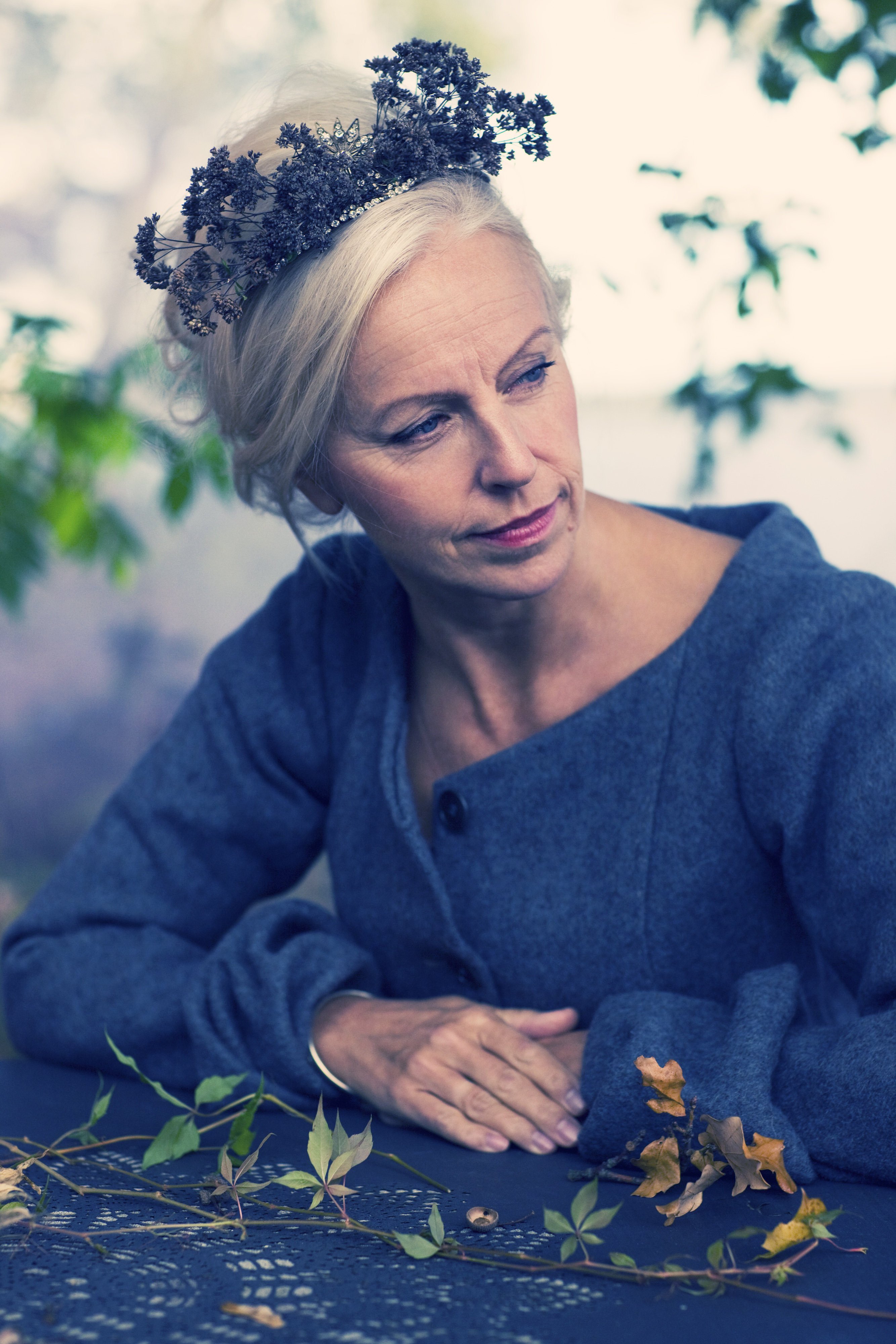
Anne Sofie von Otter. 2011

Durante la temporada 2017/2018, Le Concert d'Astrée, dirigido por Emmanuelle Haïm, interpreta tres óperas: Così fan tutte de Mozart (puesta en escena por Christophe Honoré - Opéra de Lille), Alcina de Handel (puesta en escena de Christof Loy - Théâtre des Champs-Elysées) y Pigmalión de Rameau (puesta en escena por Robyn Orlin - Opéra de Dijon). Las giras de la temporada incluyen una Gala de Mozart, un programa que combina el Dixit Dominus de Handel y el Magnificat de Bach. También realizan cantatas italianas en una gira que los lleva de París a Baréin, haciendo escala en Frankfurt, Arras, Gotemburgo, Aalborg, Dublín, Madrid, Aix-en-Provence, Saint-Omer, Londres, Boulogne-Billancourt, Luxemburgo y Budapest.

## Discografía

### CD
- Une fête Baroque !; grabación en vivo del concierto del 19 de diciembre del 2011 en el Teatro de los Campos Elíseos (París); con Philippe Jaroussky, Natalie Dessay, Patricia Petibon, Rolando Villazón, Karine Deshayes, Anne Sofie von Otter, Sandrine Piau, Ann Hallenberg, Sara Mingardo, Marijana Mijanovic, Topi Lehtipuu, Magali Léger,[12] Salomé Haller,[13] Aurélia Legay, Pascal Bertin,[14] Sonya Yoncheva,[15] Renata Pokupic, Lorenzo Regazzo,[16] Delphine Haidan,[17] Jaël Azzaretti, Laura Claycomb,[18] Christopher Purves[19] y Françoise Masset; dir.: Emmanuelle Haïm. Virgin Classics, 2012.
- Haendel: Cleopatra, airs de Jules César;[20] con Natalie Dessay; dir.: Emmanuelle Haïm. Virgin Classics, 2011
- Haendel: La Résurrection; con Camilla Tilling, Kate Royal, Sonia Prina, Toby Spence y Luca Pisaroni; dir.: E. Haïm. Virgin Classics, 2009
- Lamenti;[21] con Rolando Villazón, Philippe Jaroussky, Natalie Dessay, Véronique Gens, Christopher Purves, Joyce DiDonato, Topi Lehtipuu, Patrizia Ciofi, Laurent Naouri, Marie-Nicole Lemieux; dir.: E. Haïm. Virgin Classics, 2008
- Bach: Cantates BWV 51,[22] 82a,[23] 199;[24] con Natalie Dessay; dir.: E. Haïm. Virgin Classics, 2008
- Carestini, The Story of a Castrato; con Philippe Jaroussky; dir.: E. Haïm. Virgin Classics, 2007
- Haendel: Il trionfo del Tempo e del Disinganno; con Natalie Dessay, Ann Hallenberg, Sonia Prina, Pavol Breslik; dir.: E. Haïm. Virgin Classics, 2007
- Bach: Magnificat,[25] Haendel : Dixit Dominus; con Natalie Dessay, Karine Deshayes, Philippe Jaroussky, Toby Spence, Laurent Naouri; dir. E. Haïm. Virgin Classics, 2007
- Monteverdi: Il combattimento di Tancredi e Clorinda; con Rolando Villazón, Patrizia Ciofi y Topi Lehtipuu; dir.: E. Haïm. Virgin Classics 2006
- Haendel: Delirio;[26] con Natalie Dessay; dir. E. Haïm. Virgin Classics, 2005
- Monteverdi: L'Orfeo; con Ian Bostridge, Patrizia Ciofi, Alice Coote, Natalie Dessay, Véronique Gens y las European Voices; dir.: E. Haïm. Virgin Classics, 2004
- Haendel: Aci, Galatea e Polifemo; con Sandrine Piau, Sara Mingardo y Laurent Naouri; dir.: E. Haïm. Virgin Classics, 2004
- Purcell: Didon et Enée; con Susan Graham, Ian Bostridge, Camilla Tilling, Felicity Palmer y David Daniels; dir. E. Haïm. Virgin Classics, 2003
- Haendel: Duos arcadiens;[27] con Natalie Dessay, Véronique Gens, Patricia Petibon, Claycomb, Lascarro, Sara Mingardo, Marijana Mijanović, Panzarella, Asawa y Paul Agnew; dir.: E. Haïm. Virgin Classics, 2002

### DVD
- Haendel : Giulio Cesare; con Natalie Dessay, Lawrence Zazzo, Isabel Leonard, Varduhi Abrahamian, Christophe Dumaux, Nathan Berg, Dominique Visse y Aimery Lefevre; dir.: E. Haïm. El Palais Garnier, París, 2011, dirigida por Laurent Pelly. Virgin Classics, 2012

## Premios
- Victoires de la musique classique de 2009, Lamenti, mejor grabación
- Victoires de la musique classique de 2008, Carestini, La Historia de un Castrato, mejor grabación
- Victoires de la musique classique en 2003, en el mejor conjunto del año
- Echo Deutscher Musikpreis (Alemania) 2003 Dido y Æneas